# Naturpark Teutoburger Wald/Eggegebirge

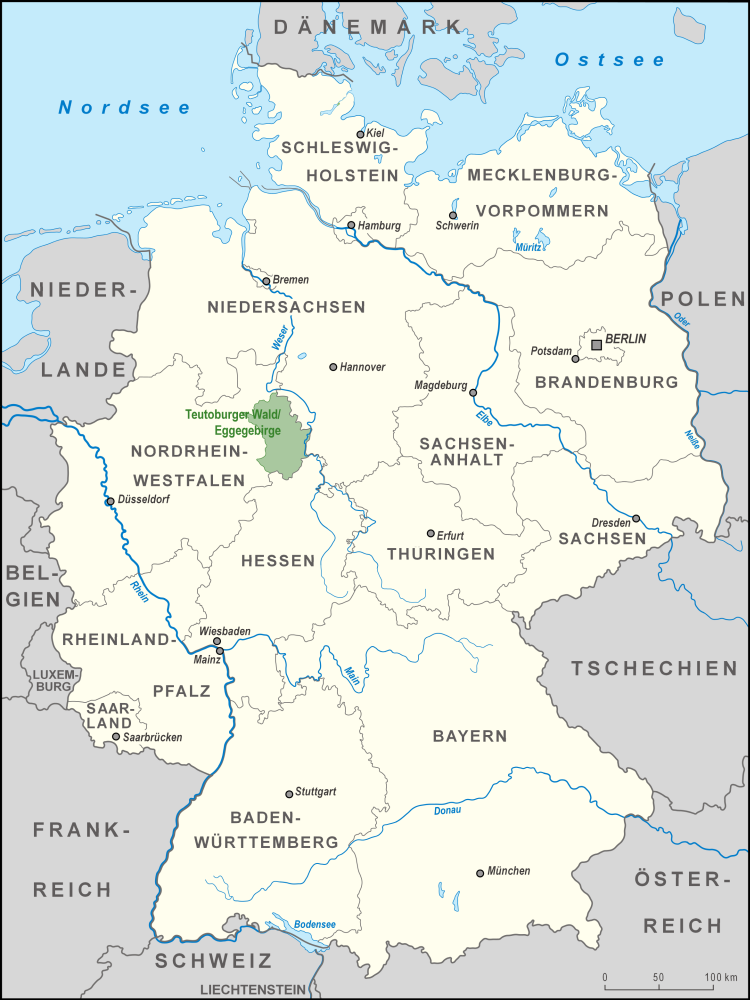
Lage des Naturparks Teutoburger Wald/Eggegebirge

Der Naturpark Teutoburger Wald/Eggegebirge ist ein 1965 gegründeter Naturpark im Nordosten Nordrhein-Westfalens. Nach Erweiterung der Gebietskulisse 2008 ist der Naturpark im südlichen Teutoburger Wald sowie im Eggegebirge mit 2751 km² der flächenmäßig zweitgrößte in Nordrhein-Westfalen und der sechstgrößte in Deutschland. Die Naturparkverwaltung hat ihren Sitz im Wanderkompetenzzentrum unterhalb des Hermannsdenkmals in Detmold-Hiddesen.

## Geografie

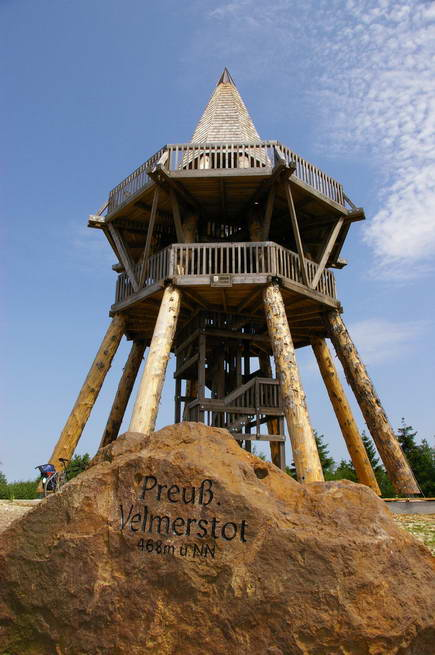
Preußischer Velmerstot, der zweithöchste Punkt des Naturparks

Der nördliche Bereich des Naturparks beginnt direkt südöstlich von Bielefeld und zieht sich danach über den südlichen Teutoburger Wald in südöstlicher Richtung über Oerlinghausen und Detmold nach Horn-Bad Meinberg. Der südliche Bereich schließt sich direkt daran an und zieht sich über das Eggegebirge Richtung Süden über Bad Driburg und Willebadessen bis fast nach Marsberg. Im Osten erstreckt sich der Naturpark bis an die Weser bei Höxter, im Westen reicht er bis an die Stadtgrenze von Paderborn. Nordwestlich von Bielefeld schließt sich der Naturpark TERRA.vita an.
Neben den beiden namengebenden Mittelgebirgszügen liegen Teile des Weserberglandes, des Oberwälder Landes und des Lippischen Berglandes sowie Bereiche der Karstlandschaft Paderborner Hochfläche und der Senne im Naturpark. Höchster Punkt des Naturparks ist der 495,8 m ü. NHN hohe Köterberg bei Höxter, zweithöchste Erhebung ist der Preußische Velmerstot mit 468 m ü. NHN.
Das regionale Klima weist eine durchschnittliche Jahrestemperatur von 7 bis 8 °C und Jahresniederschläge zwischen 625 mm (Warburg) und 1132 mm (Feldrom) auf; es gilt als „Schonklima“ mit leichten bis mäßigen Klimareizen.
Die Region des Naturparks ist auch als „Heilgarten Deutschlands“ bekannt. Grundlage für diesen Beinamen ist die deutschlandweit einmalige Dichte an natürlichen Heilmitteln, wie Sole, Moor sowie kalten und warmen Heilwässern. Heilbäder wie Bad Salzuflen, Bad Lippspringe, Bad Meinberg und Bad Driburg sowie zahlreiche Luft- und Kneippkurorte liegen hier am Rande des Teutoburger Walds.

## Geschichte
Bereits 1910 wurde die „Lippische Naturschutzvereinigung“ gegründet. Ziel war die Ausweisung des „Naturschutzparks Mittelgebirge“ mit dem Donoper Teich als Kerngebiet unter Einbeziehung des lippischen Waldes und des lippischen Teils der Senne. Eine entsprechende Anregung an das Fürstentum Lippe erfolgte 1911 durch den „Verein Naturschutzpark e. V.“
Träger des 1965 gegründeten Naturparkes ist ein Zweckverband der beteiligten Kreise Lippe, Höxter, Paderborn, Gütersloh, dem Hochsauerlandkreis und der kreisfreien Stadt Bielefeld. Die Verbandsversammlung umfasst 22 Vertreter. Der Naturpark ist Mitglied im Dachverband Verband Deutscher Naturparke (VDN) und in der Arbeitsgemeinschaft nordrhein-westfälischer Naturparke.
Hauptaufgaben des Naturparkes sind Erholungsvorsorge, Naturschutz, Regionalentwicklung und Umweltbildung. Dazu verfügt der Naturpark über ein gut ausgebautes Wanderwegenetz. Auf diese Weise wird die ruhige Mittelgebirgslandschaft unter Berücksichtigung des Naturschutzes und des Erlebniswertes erlebbar gemacht. Gleichzeitig werden kulturhistorisch interessante Bereiche wie Burgen, Klöster (z. B. Kloster Dalheim), Wüstungen (z. B. Stadtwüstung Blankenrode) oder die Besuchermagneten Hermannsdenkmal und Externsteine erschlossen.
Im Jahr 2008 wurde das Gebiet durch die bisher nicht umfassten Flächen der Kreise Höxter und Lippe erweitert. Dadurch wuchs die Fläche des Naturparks um mehr als das Doppelte von 1059 km² auf 2751 km².

## Naturschutz

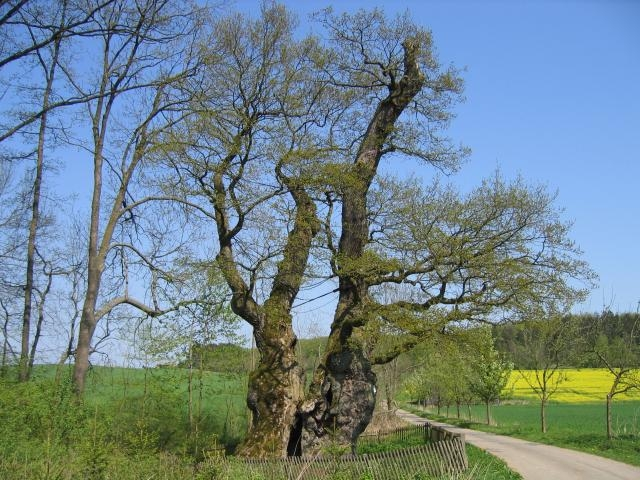
Naturdenkmal Rieseneiche bei Borlinghausen

Etwa 30 % der Fläche des Naturparks sind bewaldet. Als großes geschlossenes Waldgebiet erfüllt der Landschaftsraum eine ökologische Ausgleichsfunktion. Das Eggegebirge und der Teutoburger Wald sind daher wesentliche Bestandteile des landesweiten Biotop-Verbundsystems. Gut 67 % der Fläche sind als Landschaftsschutzgebiete, etwa 10,5 % als Naturschutzgebiete und rund 11 % als FFH-Gebiete geschützt. Darüber hinaus gibt es etwa 1000 eingetragene Naturdenkmale (z. B. Bäume, Felsen, Kleinbiotope). 1974 wurde der ganze Naturpark, mit Ausnahme einiger weniger 1974 bereits ausgewiesener Naturschutzgebiete, als Landschaftsschutzgebiet ausgewiesen. Später wurde viele Fläche als andere Schutzgebiete ausgewiesen.
Ein Maskottchen des Naturparks ist die europäische Wildkatze, deren regionales Vorkommen als eines der ursprünglichen, bis heute bestehenden in Nordrhein-Westfalen gilt.

## Tourismus
Der Naturpark verfügt über ein gut ausgebautes Netz von etwa 2000 km gekennzeichneten Wanderwegen, die mit zahlreichen Wandertafeln ausgestattet sind. Darüber hinaus gibt es viele Lehrpfade zu den kulturhistorischen sowie natürlichen Gegebenheiten vor Ort. Für Familien sind besondere Erlebnispfade vorhanden.
Seit 2006 sind ca. 70 ausgebildete, ehrenamtliche Naturparkführer im Einsatz, die Besuchern ein vielseitiges und qualifiziertes Exkursionsprogramm anbieten. Die Ausbildung und Zertifizierung der Natur- und Landschaftsführer wurde durch die Natur- und Umweltschutz-Akademie NRW (NUA) geleitet. Ziel ist es Kinder, Jugendliche und Erwachsene mit Natur und Landschaft, Kultur und Geschichte des Teutoburger Waldes, der Senne und des Eggegebirges vertraut zu machen. Im Rahmen geführter Wanderungen werden natürliche Zusammenhänge veranschaulicht und Informationen zu Heimat- und Kulturgeschichte vermittelt. Die Naturparkführer haben sich zu einem Verein zusammengeschlossen, der eng mit dem Naturpark zusammenarbeitet.
Im Kreis Lippe werden viele Sehenswürdigkeiten des Naturparks durch den „Naturparkbus“ (KVG Lippe, Touristiklinie 792) verbunden, der einschließlich Fahrradanhänger unter anderem die Bahnhöfe Detmold und Horn-Bad Meinberg direkt anfährt. Die Buslinie fährt von April bis Oktober jeweils an Wochenenden und Feiertagen im 60-Minuten-Takt.

## Sehenswürdigkeiten
Im Naturpark liegt im Stinkebrink bei Bad Meinberg eins der größten unterirdischen Kohlensäuregasvorkommen der Welt. Der Naturpark hat die größte Wüstungsdichte Mitteleuropas; das „Hörmuseum Blankenrode“ bietet eine Zeitreise ins Mittelalter. Im Naturpark Teutoburger Wald/Eggegebirge liegen viele Klosteranlagen sowie renommierte Heilbäder.
- Externsteine
- Hermannsdenkmal

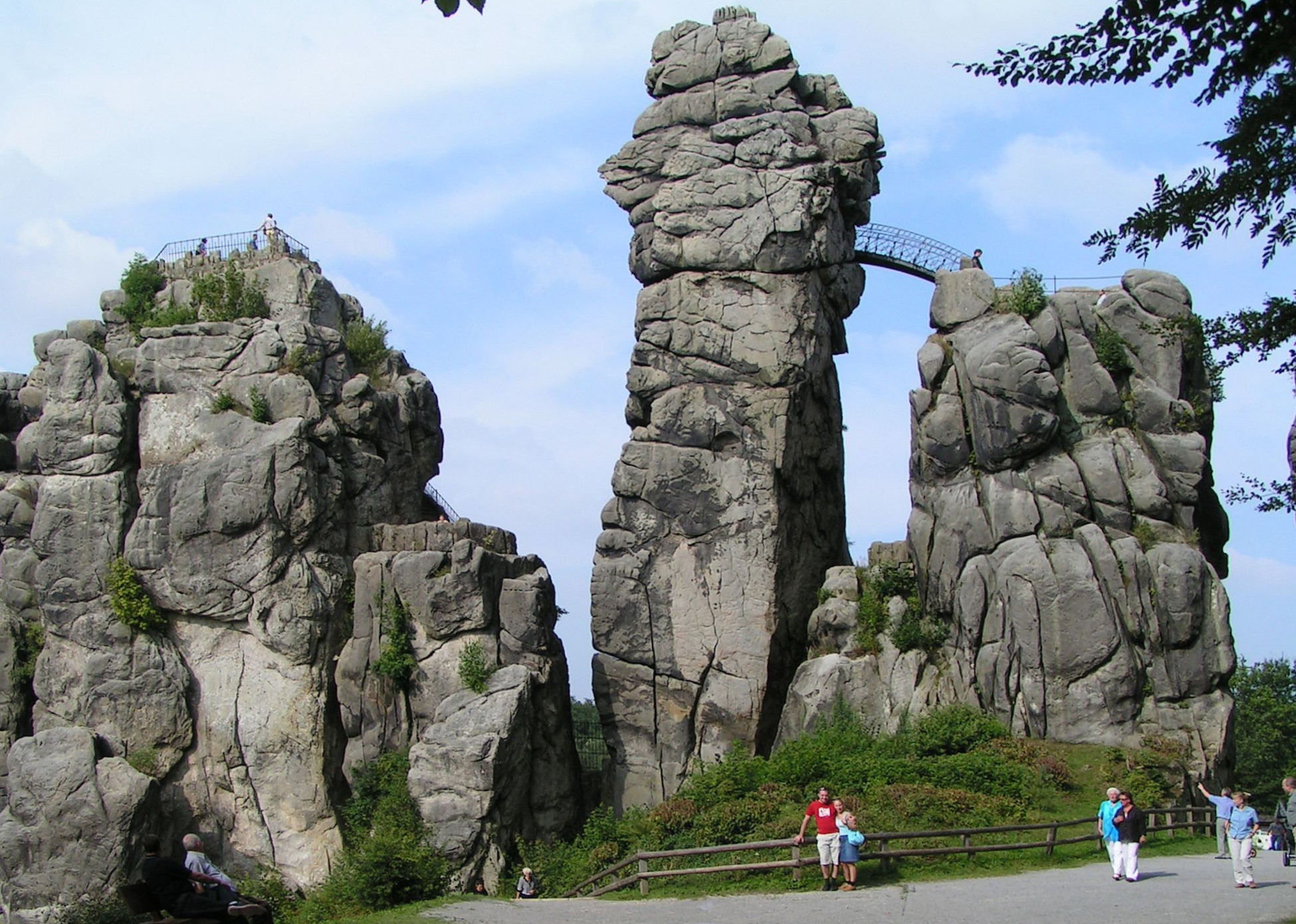
Externsteine

- Westfälisches Galmeiveilchen in den Bleikuhlen Blankenrode
- Eggeweg und Hermannsweg
- Preußischer und Lippischer Velmerstot
- Köterberg
- Desenberg
- Altenbekener Viadukt
- Fürstenallee
- Schloss Rheder bei Brakel
- Vogelpark Heiligenkirchen
- Adlerwarte Berlebeck
- Iburg bei Bad Driburg
- Sparrenburg in Bielefeld
- Kloster Dalheim
- Kloster Hardehausen
- Bierbaums Nagel
- Kloster Corvey
- Westfälisches Freilichtmuseum Detmold
- Fürstliches Residenzschloss Detmold
- Archäologisches Freilichtmuseum Oerlinghausen
- Weserrenaissance-Museum im Schloss Brake
- Stadtwüstung Blankenrode